# Illa Clarence
L'illa Clarence és la segona en grandària de les illes que en la cartografia xilena són anomenades illes Pilot Pardo, el grup de l'extrem nord-est de les illes Shetland del Sud.
Es troba a curta distància a l'est de l'illa principal del grup, l'illa Elephant. Té 18 km de longitud i 7 km d'amplada i és la més oriental de les Shetland del Sud. L'Argentina inclou l'illa en el departament Illes de l'Atlàntic Sud, dintre de la província de Terra del Foc, Antàrtida i Illes de l'Atlàntic Sud; per a Xile formen part del Territori Xilè Antàrtic, i per al Regne Unit del Territori Antàrtic Britànic, però aquestes reclamacions estan suspeses en virtut del Tractat Antàrtic.
El seu punt més alt, el mont Irving, culmina a 1.950 msnm.